# 브리스틀 동물원

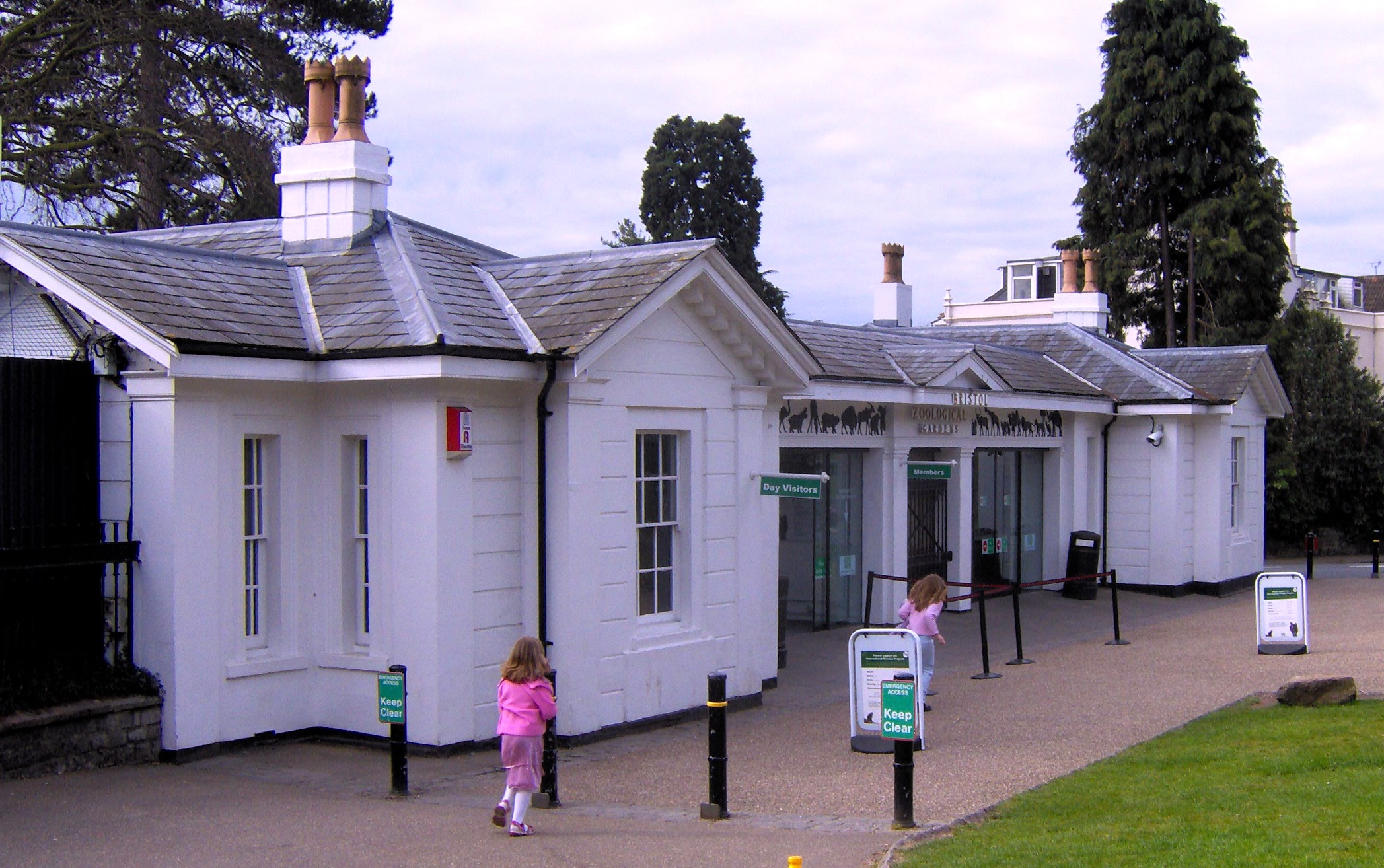
브리스틀 동물원

브리스틀 동물원(Bristol Zoo)은 영국 브리스틀에 위치한 동물원이다. 브리스톨 동물원은 매일 오전 10:00 시부터 오후 5시 30 분까지 운영된다.